# Сирена (театр)
Театр «Сирена» (пол. Teatr Syrena) — драматический и комедийный театр; ранее также театр-варьете. 

## История
Создан в Лодзи в 1945 году, переехал в Варшаву в 1948 году. 
Его основателем и первым художественным руководителем (1945—1950 и 1955—1957) был драматург, поэт и театральный деятель Ежи Юрандот.
В 1958–1971 годах музыкальным руководителем театра «Сирена» был Виктор Осецкий.
В настоящее время театр специализируется на постановке мюзиклов.

## Известные актёры и певцы театра
| - Анджеевская, Ядвига - Балиньская, Ханна - Баргеловская, Барбара - Беленя, Ежи - Белицкая, Ханка - Брусикевич, Казимеж - Виллас, Виолетта - Волиньский, Станислав - Высоцкая, Лидия - Гладковская, Мария - Глинский, Венчислав - Грабиньская, Зофья - Грехута, Марек - Гроссувна, Хелена - Гурская, Стефания - Дарский, Бронислав - Дембицкий, Витольд - Дзевоньский, Эдвард - Душиньский, Ежи - Дымша, Адольф - Замаховский, Збигнев - Квятковская, Ирена - Клосовский, Роман - Корсакувна, Лидия - Коциняк, Ян - Краффтувна, Барбара - Круковский, Казимеж - Куклинская, Эва - Лазука, Богдан - Лесняк, Здзислав - Липовская, Тереса |  | - Лонч, Мариан - Маляйкат, Войцех - Малькевич, Ирена - Мельчарек, Клеменс - Олейник, Изабелла - Ольша, Тадеуш - Орштынович, Ханна - Осмакович, Анна - Павликовский, Мечислав - Пежановская, Станислава - Петруха, Юлия - Пихельский, Ежи - Плюциньский, Тадеуш - Поломский, Ежи - Пшедвоевский, Сильвестер - Раевский, Войцех - Рошковский, Чеслав - Рудзкий, Казимеж - Садурский, Леопольд - Сапрык, Томаш - Семполинский, Людвик - Сенкевич, Кристина - Слешиньская, Ханна - Турек, Ежи - Фогг, Мечислав - Халама, Лода - Хмелевский, Зыгмунт - Червиньская, Зофья - Шикульская, Эва - Янковский, Вацлав - Янковский, Ян |